# Oenoptila radiata
Oenoptila radiata là một loài bướm đêm trong họ Geometridae.